# Roberto Donadoni
Roberto Donadoni (9. září 1963, Cisano Bergamasco, Itálie) je bývalý italský fotbalový záložník a trenér.
Jako fotbalista byl rychlý, inteligentní, takticky flexibilní fotbalista, pravý křídelník, který dvanáct let působil v Miláně, se kterým vyhrál celkem 18 trofejí. Získal šest titulů v lize (1987/88, 1991/92, 1992/93, 1993/94, 1995/96, 1998/99), odehrál pět finálových utkání o trofej v LM z toho tři vyhrál (1988/89, 1989/90, 1993/94).
Za reprezentaci hrál na čtyřech velkých turnajů a získal v nich stříbro (1994) a bronz (1990) z MS a bronz (1988) z ME.
Jako trenér vedl v letech 2001 až 2020 celkem osm klubů a v letech 2006 až 2008 byl trenérem italské reprezentace se kterým se dostal do čtvrtfinále na ME 2008.

## Klubová kariéra
Svou fotbalovou kariéru začal v Atalantě. Za dospělé odehrál první zápasy již v sezoně 1982/83 ve druhé lize. V následující sezoně pomohl k vítězství a k postupu do nejvyšší ligy. Za Atalantu odehrál ještě dvě sezony a po celkem 123 utkání odešel do Milána.
V létě 1986 Milán koupil Berlusconi a Roberto byl první fotbalista kterého koupil. Stál 10 miliard lir. Za Rossoneri hrál celkem 12 sezon a získal celkem 18 trofejí. Do roku 1996 slavil pět titulů v lize (1987/88, 1991/92, 1992/93, 1993/94, 1995/96), čtyři krát vyhrál Italský superpohár (1988, 1992, 1993, 1994). V Evropských pohárech hrál pětkrát finále v Lize mistrů, z toho třikrát ji vyhrál (1988/89, 1989/90, 1993/94). Také vyhrál tři Evropské superpoháry (1989, 1990, 1994) a dva Interkontinentální poháry (1989, 1990). Poté odešel na dva roky do USA, kde hrál za N.Y. MetroStars. Dne 13. října 1997 se vrátil do Milána. Tady slavil v sezoně 1998/99 svůj šestý titul v lize. Kariéru zakončil saúdskoarabském klubu Al Ittihad se kterým slavil titul v lize.
Za Milán nastoupil celkem do 390 utkání (288 v Serii A) a vstřelil 23 branek (18 v Serii A).

## Přestupy
- z Atalanta do Milan za 8 000 000 Euro

## Hráčská statistika
| Sezóna  | Klub            | Liga         | Liga   | Liga | Ligové poháry | Ligové poháry | Ligové poháry | Kontinentální poháry | Kontinentální poháry | Kontinentální poháry | Celkem | Celkem |
| Sezóna  | Klub            | Soutěž       | Zápasy | Góly | Soutěž        | Zápasy        | Góly          | Soutěž               | Zápasy               | Góly                 | Zápasy | Góly   |
| ------- | --------------- | ------------ | ------ | ---- | ------------- | ------------- | ------------- | -------------------- | -------------------- | -------------------- | ------ | ------ |
| 1982/83 | Atalanta        | Serie B      | 18     | 0    | IP            | 3             | 0             | -                    | 0                    | 0                    | 21     | 0      |
| 1983/84 | Atalanta        | Serie B      | 26     | 2    | IP            | 5             | 0             | -                    | 0                    | 0                    | 31     | 2      |
| 1984/85 | Atalanta        | Serie A      | 22     | 0    | IP            | 5             | 1             | Stř.P                | 5                    | 0                    | 32     | 1      |
| 1985/86 | Atalanta        | Serie A      | 30     | 3    | IP            | 6             | 1             | -                    | 0                    | 0                    | 36     | 4      |
| 1986/87 | Milán           | Serie A      | 28+1   | 2    | IP            | 7             | 0             | -                    | 0                    | 0                    | 36     | 2      |
| 1987/88 | Milán           | Serie A      | 29     | 4    | IP            | 7             | 2             | UEFA                 | 3                    | 0                    | 39     | 6      |
| 1988/89 | Milán           | Serie A      | 21     | 1    | IP+IS         | 7+0           | 1             | PMEZ                 | 9                    | 1                    | 37     | 3      |
| 1989/90 | Milán           | Serie A      | 24     | 4    | IP            | 3             | 0             | PMEZ+ES+IP           | 3+2+1                | 0                    | 33     | 4      |
| 1990/91 | Milán           | Serie A      | 26     | 2    | IP            | 1             | 0             | PMEZ+ES+IP           | 3+2+1                | 0                    | 33     | 2      |
| 1991/92 | Milán           | Serie A      | 30     | 1    | IP            | 6             | 0             | -                    | 0                    | 0                    | 36     | 1      |
| 1992/93 | Milán           | Serie A      | 20     | 1    | IP+IS         | 0+1           | 0             | LM                   | 6                    | 0                    | 27     | 1      |
| 1993/94 | Milán           | Serie A      | 32     | 0    | IP+IS         | 3+1           | 0             | LM+ES+IP             | 8+2+1                | 0                    | 47     | 0      |
| 1994/95 | Milán           | Serie A      | 30     | 2    | IP+IS         | 2+1           | 1+0           | LM+ES+IP             | 8+2+1                | 0                    | 44     | 3      |
| 1995/96 | Milán           | Serie A      | 23     | 1    | IP            | 0             | 0             | UEFA                 | 6                    | 0                    | 29     | 1      |
| 1996    | N.Y. MetroStars | MLS          | 17     | 3    | -             | 0             | 0             | -                    | 0                    | 0                    | 17     | 3      |
| 1997    | N.Y. MetroStars | MLS          | 32     | 3    | AP            | 3             | 0             | -                    | 0                    | 0                    | 35     | 3      |
| 1997/98 | Milán           | Serie A      | 15     | 0    | IP            | 4             | 0             | -                    | 0                    | 0                    | 19     | 0      |
| 1998/99 | Milán           | Serie A      | 9      | 0    | IP            | 1             | 0             | -                    | 0                    | 0                    | 10     | 0      |
| 1999/00 | Al Ittihad      | Saudi League | 15     | 0    | -             | 0             | 0             | -                    | 0                    | 0                    | 15     | 0      |
| Celkem  | Celkem          | Celkem       | 448    | 29   | -             | 69            | 6             | -                    | 63                   | 1                    | 580    | 35     |

## Reprezentační kariéra
Za reprezentaci odehrál 63 utkání a vstřelil 5 branek. První utkání odehrál ve 23 letech 8. října 1986 proti Řecku (2:0). Byl povolán na ME 1988 i na domácí MS 1990. Z obou turnajích měl bronzové medaile. S příchodem nového trenéra Sacchiho stále byl základním pilířem v národním týmu a byl také na stříbrném MS 1990. Také odehrál všechna utkání na ME 1996. Po turnaji ukončil reprezentační kariéru.

### Statistika na velkých turnajích
| Reprezentace | Rok     | Zápasy             | Zápasy | Zápasy    | Zápasy           | Zápasy           | Zápasy            |
| Reprezentace | Rok     | Fáze turnaje       | Datum  | Soupeř    | Odehraných minut | Vstřelené branky | Výsledek          |
| ------------ | ------- | ------------------ | ------ | --------- | ---------------- | ---------------- | ----------------- |
| Itálie       | ME 1988 | 1 zápas ve skupině | 10. 6. | NSR       | 90               | 0                | 1:1               |
| Itálie       | ME 1988 | 2 zápas ve skupině | 14. 6. | Španělsko | 90               | 0                | 1:0               |
| Itálie       | ME 1988 | 3 zápas ve skupině | 17. 6. | Dánsko    | 85               | 0                | 2:0               |
| Itálie       | ME 1988 | Semifinále         | 22. 6. | SSSR      | 90               | 0                | 0:2               |
| Itálie       | MS 1990 | 1 zápas ve skupině | 9. 6.  | Rakousko  | 90               | 0                | 1:0               |
| Itálie       | MS 1990 | 2 zápas ve skupině | 14. 6. | USA       | 90               | 0                | 1:0               |
| Itálie       | MS 1990 | 3 zápas ve skupině | 19. 6. | ČSSR      | 51               | 0                | 2:0               |
| Itálie       | MS 1990 | Čtvrtfinále        | 30. 6. | Irsko     | 90               | 0                | 1:0               |
| Itálie       | MS 1990 | Semifinále         | 3. 7.  | Argentina | 120              | 0                | 1:1 (3:4) na pen. |
| Itálie       | MS 1994 | 1 zápas ve skupině | 18. 6. | Irsko     | 90               | 0                | 0:1               |
| Itálie       | MS 1994 | 3 zápas ve skupině | 28. 6. | Mexiko    | 25               | 0                | 1:1               |
| Itálie       | MS 1994 | Osmifinále         | 5. 7.  | Nigérie   | 120              | 0                | 2:1 v prodl.      |
| Itálie       | MS 1994 | Čtvrtfinále        | 9. 7.  | Španělsko | 90               | 0                | 2:1               |
| Itálie       | MS 1994 | Semifinále         | 13. 7. | Bulharsko | 90               | 0                | 2:1               |
| Itálie       | MS 1994 | Finále             | 17. 7. | Brazílie  | 120              | 0                | 0:0 (2:3) na pen. |
| Itálie       | ME 1996 | 1 zápas ve skupině | 11. 6. | Rusko     | 45               | 0                | 2:1               |
| Itálie       | ME 1996 | 2 zápas ve skupině | 14. 6. | Česko     | 90               | 0                | 1:2               |
| Itálie       | ME 1996 | 3 zápas ve skupině | 19. 6. | Německo   | 90               | 0                | 0:0               |

### Reprezentační góly
| Gól | Datum        | Stadion                        | Soupeř     | Skóre (min.) | Výsledek | Soutěž                 |
| --- | ------------ | ------------------------------ | ---------- | ------------ | -------- | ---------------------- |
| 010 | 15. 11. 1986 | Stadio Giuseppe Meazza, Milán, | Švýcarsko  | 01:0 0(1.)   | 3:2      | kvalifikace na ME 1988 |
| 02  | 1. 5. 1991   | Stadio Arechi, Salerno,        | Maďarsko   | 01:0 0(4.)   | 3:1      | kvalifikace na ME 1992 |
| 03  | 1. 5. 1991   | Stadio Arechi, Salerno,        | Maďarsko   | 02:0 0(16.)  | 3:1      | kvalifikace na ME 1992 |
| 04  | 19. 2. 1992  | Stadio Dino Manuzzi, Cesena,   | San Marino | 02:0 0(42.)  | 3:0      | Přátelské utkání       |
| 05  | 13. 10. 1993 | Stadio Olimpico, Řím,          | Skotsko    | 01:0 0(3.)   | 3:1      | kvalifikace na MS 1994 |

## Hráčské úspěchy

### Klubové
- 6× vítěz 1. italské ligy (1987/88, 1991/92, 1992/93, 1993/94, 1995/96, 1998/99)
- 1× vítěz 2. italské ligy (1983/84)
- 1× vítěz 1. saúdskoarabské ligy (1999/00)
- 4× vítěz italského superpoháru (1988, 1992, 1993, 1994)
- 3× vítěz Ligy mistrů (1988/89, 1989/90, 1993/94)
- 3× vítěz evropského superpoháru (1989, 1990, 1994)
- 2× vítěz interkontinentálního poháru (1989, 1990)

### Reprezentační
- 2× na MS (1990 – bronz, 1994 – stříbro)
- 2× na ME (1988 – bronz, 1996)
- 1× na ME 21 (1986 – stříbro)

### Individuální
- All Stars team v americké lize (1996)

### Vyznamenání
Řád zásluh o Italskou republiku (1991)

## Trenérská kariéra
První angažmá získal v roce 2001 v třetiligovém Leccu, ale vydržel zde do prosince a byl odvolán za špatné výsledky. Jenž v březnu 2002 se tam opět vrátil a klub dostal na 10. místo. V následující sezoně jej angažoval druholigový klub z Livorna se kterým skončil na 10. místě. Další jeho angažmá bylo v Janově, jenže po třech porážkách v řadě byl odvolán.
První zkušenost v nejvyšší lize měl od sezony 2004/05. To jej klub Livorno angažoval po odvolání trenéra v lednu 2005. V lize skončil na 9. místě a zasloužil si pokračovat. Jenže v únoru 2006 odstoupil.
V létě 2006 po rezignaci Lippiho u reprezentace nastoupil na jeho místo. Nezačal velmi dobře. První tři utkání prohrál, ale později se podařilo zlepšit hru a nakonec postoupili na ME 2008. Tam nakonec prohráli ve čtvrtfinále a po turnaji byl odvolán.
Další angažmá získal v březnu 2009 v Neapoli. Ve zbývajících 11 ligových zápasech zaznamenal tolik bodů a pouze dvě vítězství, čímž dovedl ke konečnému 12. místu. V následující sezoně byl po 7 kolech odvolán. Dne 15. listopadu 2010 přebral Cagliari, které dovedl ke konečnému 14. místu. Měl ji trénovat i další sezoně, jenže dva týdny před začátkem soutěže byl odvolán, kvůli neshodám s prezidentem klubu. Dne lednu 2012 převzal Parmu a vydržel zde 4 sezony. Nejlepšího umístění dosáhl v sezoně 2013/14. Bylo to 6. místo, ale kvůli finančním problémům nemohla startovat v evropských soutěží. Finanční situace je tak špatná, že v další sezoně obsadí poslední místo a klub je navíc přežazen do čtvrté ligy. On sám v klubu již nepokračuje.
V říjnu 2015 byl jmenován trenérem Boloně a zůstal tady tři roky. Klub dovedl ke 14. a dvakrát k 15. místu v tabulce. Dne 30. července 2019 jej angažoval čínský klub Shenzhen, ale za rok jej klub propustil.

## Trenérská statistika

### Klubová
| Sezóna  | Klub     | Liga         | Liga   | Liga  | Liga   | Liga   | Liga                                         | Ligové poháry | Ligové poháry | Ligové poháry | Ligové poháry | Ligové poháry | Ligové poháry | Kontinentální poháry | Kontinentální poháry | Kontinentální poháry | Kontinentální poháry | Kontinentální poháry | Kontinentální poháry | Celkem | Celkem | Celkem | Celkem |
| Sezóna  | Klub     | Soutěž       | Zápasy | Výhry | Remízy | Prohry | Umístění                                     | Soutěž        | Zápasy        | Výhry         | Remízy        | Prohry        | Úspěch        | Soutěž               | Zápasy               | Výhry                | Remízy               | Prohry               | Úspěch               | Zápasy | Výhry  | Remízy | Prohry |
| ------- | -------- | ------------ | ------ | ----- | ------ | ------ | -------------------------------------------- | ------------- | ------------- | ------------- | ------------- | ------------- | ------------- | -------------------- | -------------------- | -------------------- | -------------------- | -------------------- | -------------------- | ------ | ------ | ------ | ------ |
| 2001/02 | Lecco    | Serie C1     | 21     | 7     | 7      | 7      | (od 15 kola do 27 kola netrénoval) 10. místo | -             | 0             | 0             | 0             | 0             | -             | -                    | 0                    | 0                    | 0                    | 0                    | -                    | 21     | 7      | 7      | 7      |
| 2002/03 | Livorno  | Serie B      | 38     | 12    | 13     | 13     | 10. místo                                    | IP            | 3             | 2             | 0             | 1             | -             | -                    | 0                    | 0                    | 0                    | 0                    | -                    | 41     | 14     | 13     | 14     |
| 2003    | Janov    | Serie B      | 3      | 0     | 0      | 3      | propuštěn v září                             | IP            | 3             | 1             | 1             | 1             | -             | -                    | 0                    | 0                    | 0                    | 0                    | -                    | 6      | 1      | 1      | 4      |
| 2005    | Livorno  | Serie A      | 20     | 6     | 7      | 7      | nastoupil v led., 9. místo                   | IP            | 0             | 0             | 0             | 0             | -             | -                    | 0                    | 0                    | 0                    | 0                    | -                    | 20     | 6      | 7      | 7      |
| 2005/06 | Livorno  | Serie A      | 23     | 10    | 8      | 5      | propuštěn v úno.                             | IP            | 3             | 1             | 1             | 1             | -             | -                    | 0                    | 0                    | 0                    | 0                    | -                    | 26     | 11     | 9      | 6      |
| 2009    | Neapol   | Serie A      | 11     | 2     | 5      | 7      | nastoupil v bře., 12. místo                  | -             | 0             | 0             | 0             | 0             | -             | -                    | 0                    | 0                    | 0                    | 0                    | -                    | 11     | 2      | 5      | 7      |
| 2009    | Neapol   | Serie A      | 7      | 2     | 1      | 4      | propuštěn v říj.                             | IP            | 1             | 1             | 0             | 0             | -             | -                    | 0                    | 0                    | 0                    | 0                    | -                    | 8      | 3      | 1      | 4      |
| 2010/11 | Cagliari | Serie A      | 26     | 10    | 4      | 12     | nastoupil v lis., 14. místo                  | IP            | 1             | 0             | 0             | 1             | -             | -                    | 0                    | 0                    | 0                    | 0                    | -                    | 27     | 10     | 4      | 13     |
| 2012    | Parma    | Serie A      | 21     | 10    | 7      | 4      | nastoupil v led., 8. místo                   | -             | 0             | 0             | 0             | 0             | -             | -                    | 0                    | 0                    | 0                    | 0                    | -                    | 21     | 10     | 7      | 4      |
| 2012/13 | Parma    | Serie A      | 38     | 13    | 10     | 15     | 10. místo                                    | IP            | 1             | 0             | 1             | 0             | -             | -                    | 0                    | 0                    | 0                    | 0                    | -                    | 39     | 13     | 11     | 15     |
| 2013/14 | Parma    | Serie A      | 38     | 15    | 13     | 10     | 6. místo                                     | IP            | 3             | 2             | 0             | 1             | -             | -                    | 0                    | 0                    | 0                    | 0                    | -                    | 41     | 17     | 13     | 11     |
| 2014/15 | Parma    | Serie A      | 38     | 6     | 8      | 24     | 20. místo (sestup)                           | IP            | 2             | 1             | 0             | 1             | -             | -                    | 0                    | 0                    | 0                    | 0                    | -                    | 40     | 7      | 8      | 25     |
| 2015/16 | Bologna  | Serie A      | 28     | 9     | 9      | 10     | nastoupil v lis., 14. místo                  | -             | 0             | 0             | 0             | 0             | -             | -                    | 0                    | 0                    | 0                    | 0                    | -                    | 28     | 9      | 9      | 10     |
| 2016/17 | Bologna  | Serie A      | 38     | 11    | 8      | 19     | 15. místo                                    | IP            | 3             | 2             | 0             | 1             | -             | -                    | 0                    | 0                    | 0                    | 0                    | -                    | 31     | 13     | 8      | 20     |
| 2017/18 | Bologna  | Serie A      | 38     | 11    | 6      | 21     | 15. místo                                    | IP            | 1             | 0             | 0             | 1             | -             | -                    | 0                    | 0                    | 0                    | 0                    | -                    | 39     | 11     | 6      | 22     |
| 2019    | Shenzhen | Super League | 10     | 1     | 4      | 5      | nastoupil v čer., 15. místo                  | -             | 0             | 0             | 0             | 0             | -             | -                    | 0                    | 0                    | 0                    | 0                    | -                    | 10     | 1      | 4      | 5      |
| 2020    | Shenzhen | Super League | 4      | 1     | 0      | 3      | propuštěn v srp.                             | -             | 0             | 0             | 0             | 0             | -             | -                    | 0                    | 0                    | 0                    | 0                    | -                    | 4      | 1      | 0      | 3      |
| Celkově | Celkově  | Celkově      | 402    | 126   | 110    | 166    | -                                            | -             | 21            | 10            | 3             | 8             | -             | -                    | 0                    | 0                    | 0                    | 0                    | -                    | 423    | 136    | 113    | 174    |

### Reprezentační
| 2006–2007 | Itálie | Kvalifikace ME 2008 | 1. místo ve skupině | 12 | 9  | 2 | 1 |
| 2008      | Itálie | ME 2008             | čtvrtfinále         | 4  | 1  | 2 | 1 |
| 2006–2008 | Itálie | přátelské utkání    | -                   | 7  | 3  | 1 | 3 |
| Celkem    | Celkem | Celkem              | Celkem              | 23 | 13 | 5 | 5 |